# Pycnogonum reticulatum
Pycnogonum reticulatum är en havsspindelart som beskrevs av Hedgpeth, J.W. 1948. Pycnogonum reticulatum ingår i släktet Pycnogonum och familjen Pycnogonidae. Inga underarter finns listade i Catalogue of Life.